# Muromische Sprache

Mögliches Verbreitungsgebiet des Muromischen im 9. Jahrhundert

Das Muromische war eine finno-ugrische Sprache. Sie wurde vom Stamm Muroma bei der nach ihm benannten Stadt Murom in der Oblast Wladimir und am Ufer des Flusses Oka im heutigen Russland gesprochen. Sie starb wahrscheinlich zwischen dem 12. Jahrhundert und 16. Jahrhundert aus, als das Volk vollständig im Slawischen aufgegangen ist.
Linguistisch ist wenig über die Sprache bekannt. Wahrscheinlich war sie mit den finno-ugrischen Sprachen Mokschanisch und Ersjanisch eng verwandt.